# Гамильтон, Элизабет, графиня де Грамон
Элизабет Гамильтон, графиня де Грамон (англ. Elizabeth Hamilton, comtesse de Gramont; 1641 — 3 июня 1708, Париж) — английская дворянка, фрейлина, супруга французского аристократа Филибера де Грамона.

## Биография
Элизабет Гамильтон была старшей дочерью баронета Джорджа Гамильтона и его жены Мэри Батлер. Её отец служил в английской армии, под командованием Джеймса Батлера и воевал против конфедератов во время Ирландского восстания. Во время завоевания Кромвелем Ирландии, её отец воевал на стороне роялистов против армии парламента, которой командовал Генри Айртон, пока в ноябре 1650 года не попал в плен.
В 1651 году её отец вместе с семьей последовал в изгнание за Джеймсом Батлером во Францию, где она получила образование в школе монастыря Пор-Рояле, которую посещала в течение семи или восьми лет.
После реставрации монархии семья вернулась на родину и Элизабет стала фрейлиной при дворе короля Карла II, где она прослыла красавицей и имела много поклонников, среди которых был младший брат короля герцог Йоркский. В конце 1663 или начале 1664 года она вышла замуж за французского аристократа Филибера де Грамона, который жил изгнанником в Англии; в браке было трое детей:
- сын (род. 28 августа 1664; умер во младенчестве)
- Клод Шарлотта (ок. 1665—1739), вышла замуж за Генри Стаффорд-Говарда, 1-й граф Стаффорд (1688—1733);
- Мария Елизавета (1667—1729), аббатиса

В 1667 году Элизабет уехала с мужем во Францию, где стала фрейлиной Марии Терезии, супруги короля Людовика XIV, которой являлась до самой смерти королевы в 1683 году. В мае 1690 года король Людовик XIV выделил ей комнату в Версальском дворце, которая освободилась после смерти Шарля Монтозье, который был воспитателем Людовика Дофина, наследника престола.
В мае 1703 года король Людовик XIV подарил ей дом в конце Версальского сада, который назывался Ле Мулино, который она переименовала в Понтали.
Скончалась от инсульта 3 июня 1708 года в Париже, через полтора года после смерти мужа.

## В искусстве
Вошла в серию портретов «Виндзорские красавицы» художника Питера Лели.